# Leopold III Święty
Leopold III, Święty Leopold III (ur. 1073 w Gars nad rz. Kamp, zm. 15 listopada 1136 w Wiedniu) – margrabia Austrii z dynastii Babenbergów od 1095 do 1136, święty katolicki.
Był synem margrabiego Austrii Leopolda II i jego żony Idy z Ratelbergu. W 1095 został margrabią Austrii. Żoną Leopolda III w 1106 r. została Agnieszka von Waiblingen córka cesarza Henryka IV z dynastii salickiej.
W 1385 zaczęto starania o jego kanonizację. Kanonizowany został jednak dopiero w 1485 roku przez papieża Innocentego VIII. W 1663 cesarz Leopold I ogłosił swego imiennika patronem Austrii w miejsce dotychczasowego patrona, św. Kolomana ze Stockerau.
Jego wspomnienie liturgiczne obchodzone jest w Kościele katolickim 15 listopada.